# Podișul Someșan

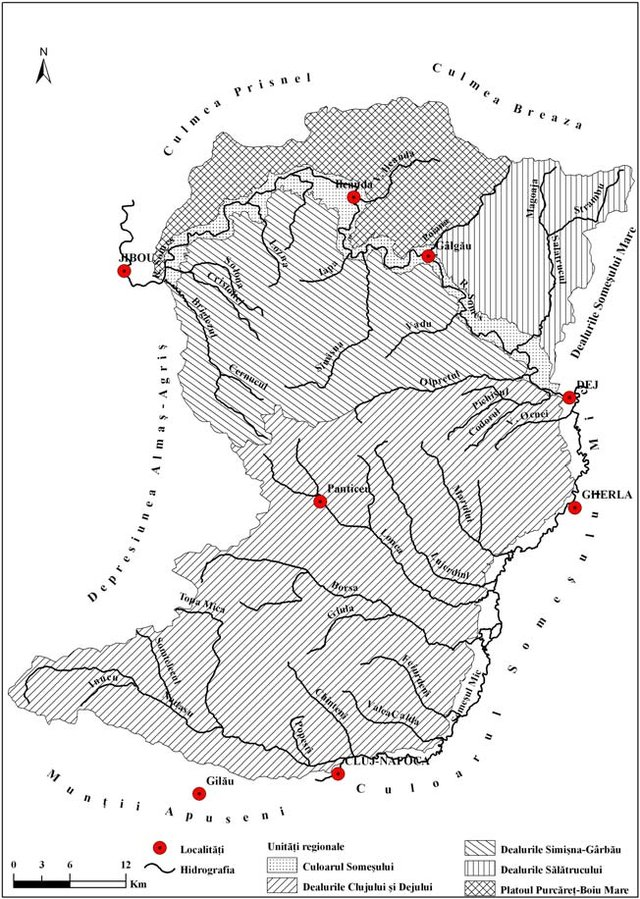
Limitele și subdiviziunile Podișului Someșan.

Podișul Someșan este situat în nord-vestul României între Someșul Mare și Someșul Mic. Altitudinea maximă nu depășește 650 metri. 
Podișul Someșan se învecinează la sud cu Munții Apuseni și la est cu Câmpia Transilvaniei și Platforma Năsăudului. Zona este favorabilă culturilor de cereale și a plantelor industriale, pomiculturii și creșterii animalelor.
Podișul Someșan este format din Dealurile Cluj-Borșa (în nordul Dealului Feleacului), Dealurile Dejului, Dealurile Ciceului, Dealurile Simișna-Gârbou.
Podișul Someșan împreună cu Podișul Târnavelor și Podișul Secașelor formează Podișul Transilvaniei.